# باشگاه فوتبال سوسیداد دپورتیوو کیتو
سوسیداد دپورتیوو کیتو، یک باشگاه فوتبال اکوادوری واقع در شهر کیتو است. این تیم در بیشتر دوران موجودیتش در سری آ اکوادور، بالاترین لیگ فوتبال اکوادور بازی کرده است. دپورتیوو کیتو تا بحال پنج بار قهرمان لیگ اکوادور شده است.